# Nem tudod elvenni a kedvem
A Nem tudod elvenni a kedvem... Keresztes Ildikó első nagylemeze, ami 1999-ben jelent meg. Slágeres dalok vannak a lemezen, pergősek és ritmusosak, ugyanakkor igényesek is. A dalok hátterében hallható gitárszólókat Szekeres Tamás játssza és azok zömét is ő szerezte. Sokan Európa legjobb gitárosaként tartják számon. De ez nem csak egy gitárlemez, szépen, tisztán ki lehet hallani a többi hangszert is. A személyes hangvételű szövegeket Novák Péter írta.

## Számlista
| #   | Cím                                 | Dalszöveg                  | Zene                            | Hossz |
| --- | ----------------------------------- | -------------------------- | ------------------------------- | ----- |
| 1.  | Nem tudod elvenni a kedvem...       | Rick Neigher               | Sass Jordan                     | 4:40  |
| 2.  | Nem a miénk az ég                   | Edwin Balogh - Novák Péter | Szekeres Tamás - Horváth Attila | 4:46  |
| 3.  | Szabad a tánc                       | Edwin Balogh - Mohai Tamás | Szekeres Tamás - Horváth Attila | 4:03  |
| 4.  | Csak neked játszom                  | Novák Péter                | Szekeres Tamás                  | 5:45  |
| 5.  | Tűnj el (duett Novák Péterrel)      | Novák Péter                | Szekeres Tamás                  | 3:58  |
| 6.  | Ölelj, amíg lehet                   | Novák Péter                | Szekeres Tamás                  | 4:39  |
| 7.  | Holnap                              | Novák Péter                | Szekeres Tamás                  | 5:14  |
| 8.  | Elrepülök                           | Novák Péter                | Szekeres Tamás                  | 4:41  |
| 9.  | Ringass még                         | Novák Péter                | Szekeres Tamás                  | 5:09  |
| 10. | Csak neked játszom (bonus)          | Novák Péter                | Szekeres Tamás                  | 5:52  |
| 11. | A csönd éve (duett Balázs Fecóval)* | Horváth Attila             | Balázs Fecó                     | 3:56  |

- * A 2000-ben kiadott lemezekre felkerült bónuszként A csönd éve című dal, amit Keresztes Ildikó Balázs Fecóval énekel duettben. A dal Balázs Fecó A csönd évei c. lemezén debütált 2000-ben, és sikeres duett lett.

## Közreműködtek
- Keresztes Ildikó – ének
- Szekeres Tamás – gitár, zeneszerző, zenei rendező
- Kicska László – basszusgitár
- Gömöry Zsolt – billentyűs hangszerek
- Hetényi Zoltán – dob
- Novák Péter – ének (Tűnj el c. dalban), szöveg
- Balázs Fecó – ének, billentyűs hangszerek, zeneszerző (A csönd éve c. dalban)
- Mohai Tamás – szöveg (Szabad a tánc c. dalban)
- Alapi István – gitár (Elrepülök c. dalban)
- Küronya Miklós – basszusgitár (Ringass még c. dalban)
- Czerovszky Henriett, Kozma Orsi, Csányi István, Kovács Péter – vokálok

## Toplista
| Toplista (1999)                        | Helyezés |
| -------------------------------------- | -------- |
| MAHASZ Top 40 album- és válogatáslemez | 39       |

| Toplista (2011)                        | Helyezés |
| -------------------------------------- | -------- |
| MAHASZ Top 40 album- és válogatáslemez | 32       |

Az album megjelenésének évében a 39. helyezést érte el a MAHASZ Top 40-es listáján. 2011-ben az albumot Keresztes Ildikó második szólólemezével együtt dobták piacra, és így együttesen a 32. helyezést érték el a toplistán.